# (34404) 2000 RZ85
2000 RZ85 (asteroide 34404) é um asteroide da cintura principal. Possui uma excentricidade de 0.09105360 e uma inclinação de 3.21779º.
Este asteroide foi descoberto no dia 2 de setembro de 2000 por LINEAR em Socorro.